# Atheris squamigera
Atheris squamigera là một loài rắn trong họ Rắn lục. Loài này được Hallowell mô tả khoa học đầu tiên năm 1854.

## Hình ảnh

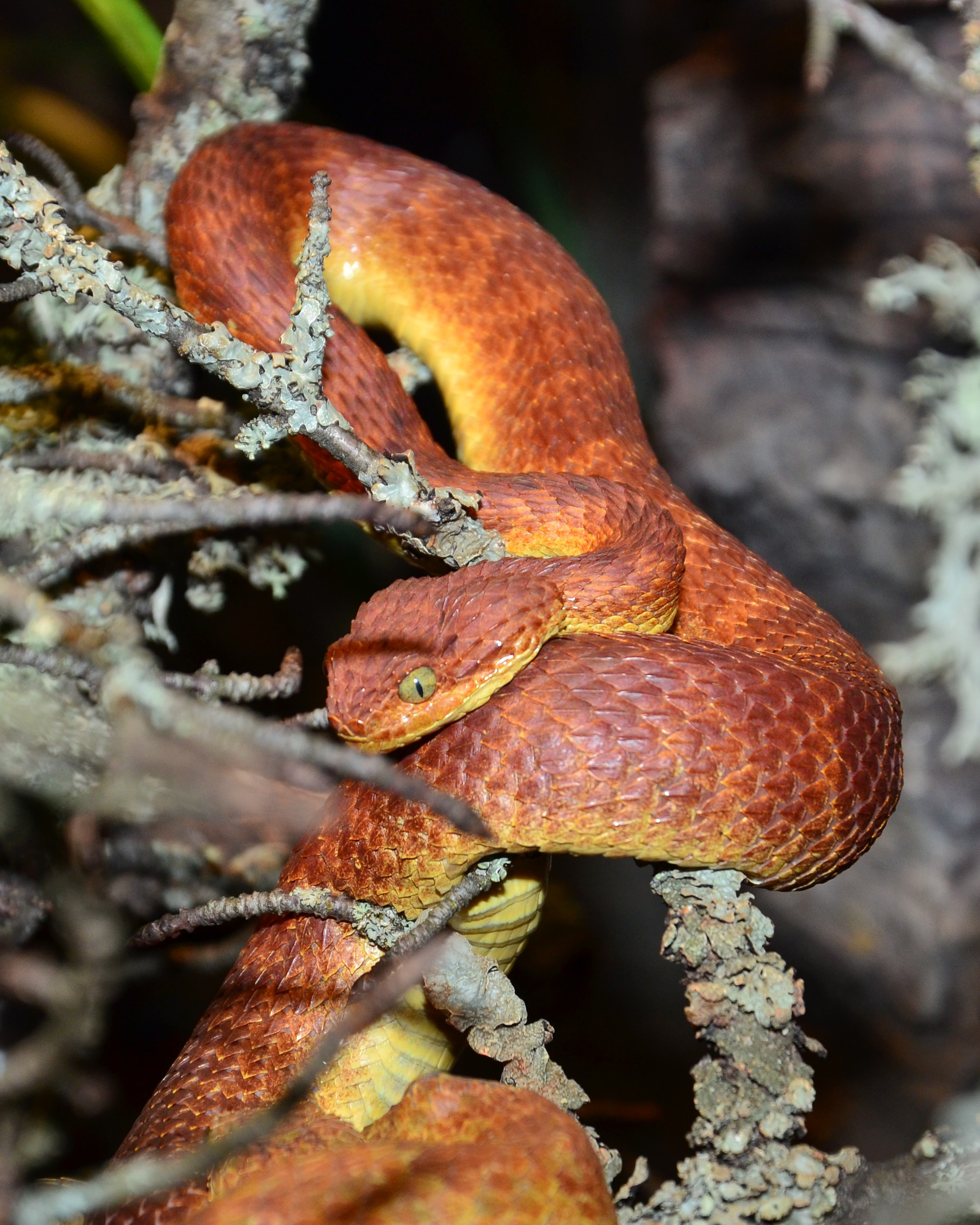
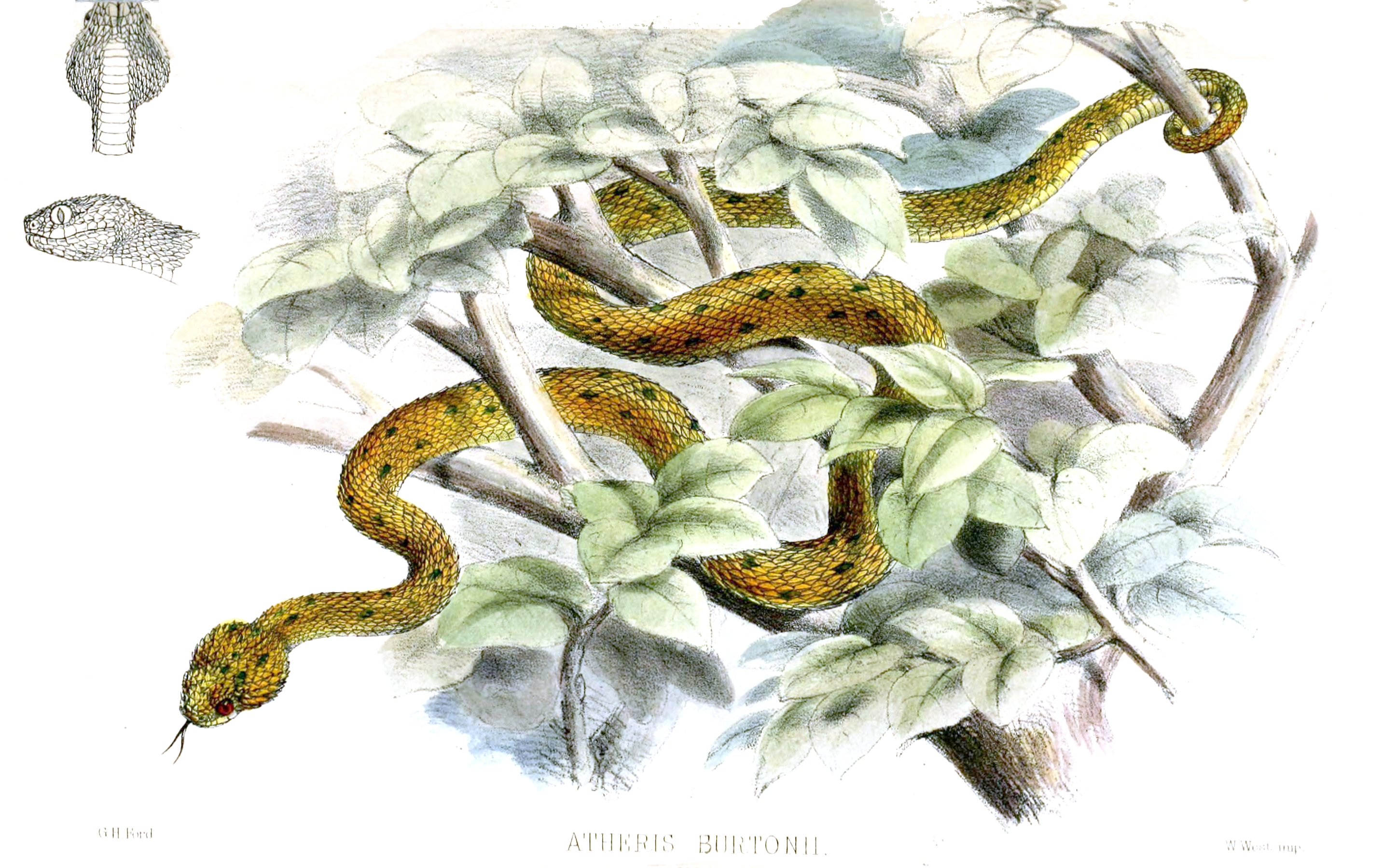
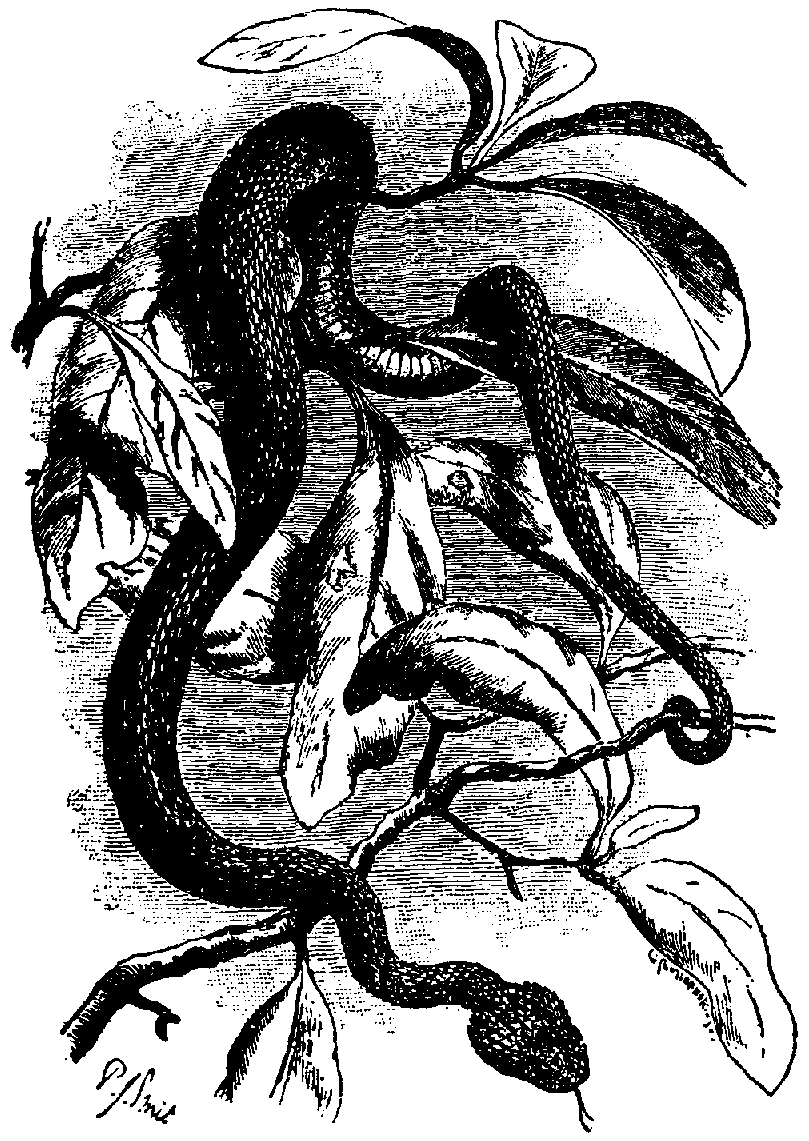
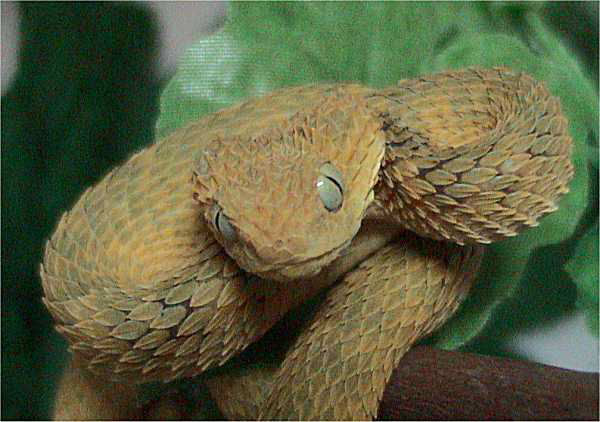